# Jorge Moreau
Edgardo Jorge Moreau (ur. 1 lutego 1908 w Buenos Aires, zm. 8 grudnia 1959) – argentyński pływak, waterpolista, uczestnik Letnich Igrzysk Olimpijskich 1924 w Paryżu i Letnich Igrzysk Olimpijskich 1928 w Amsterdamie.
Podczas igrzysk olimpijskich w Paryżu brał udział w sztafecie 4 × 200 m stylem dowolnym mężczyzn, w której reprezentacja Argentyny odpadła w eliminacjach.
Cztery lata później na igrzyskach w Amsterdamie zajął z drużyną 9. miejsce w turnieju piłki wodnej.